# ピピン家
ピピン家もしくはアルヌルフ家は、分裂時代のフランク王国の分王国ネウストリアやアウストラシアで数々の宮宰を輩出した貴族。メロヴィング朝の王を凌いで事実上フランク王国を支配した。ピピン2世とその嫡出の後継者の死によって一旦断絶し、その庶子カール・マルテルの家系が後にカロリング朝を開いた。

## 歴史
ピピン家の祖はアウストラシア宮宰ピピン1世とメッツ大司教アルヌルフである。前者の娘ベッガと後者の息子アンゼギゼルが結婚し、ピピン2世が生まれた。
アウストラシア宮宰の地位はアンゼギゼルからピピン1世の子グリモアルド1世、さらにピピン2世へと間をあけながら受け継がれた。ピピン2世は687年にテルトリーの戦いで勝利してネウストリアを征服し、全フランク王国にその権力を伸ばした。

## カロリング家への継承
ピピン2世が714年に死去すると、正室のプレクトルードは側室アルバイダが生んだ庶子カール・マルテルを幽閉した。しかしカール・マルテルは2年後に脱出してプレクトルードの子グリモアルド2世を破り、アウストラシア宮宰となった。この時点でピピン朝は断絶したと考えられ、代わってカール・マルテルがカロリング家を創始した。その息子ピピン3世は、メロヴィング朝からフランク王位を奪いカロリング朝を創始した。